# 广州动物园东汉墓
广州动物园东汉墓，位于广州动物园犀牛馆后，发现于2012年，现有金属板遮罩保护，2015年8月入选第八批广州市文物保护单位。